# Hugo Geiger
Hugo Emil Otto Conrad Geiger (ur. 1 kwietnia 1901 w Furth im Wald, zm. 8 lipca 1984 w Monachium) – niemiecki polityk i menedżer, parlamentarzysta krajowy i europejski, członek rządu landowego Bawarii.

## Życiorys
Po ukończeniu szkoły średniej w Monachium studiował matematykę, fizykę, pedagogikę i ekonomię na uczelniach w Monachium, Würzburgu, Erlangen, Stuttgarcie i Berlinie, uzyskując w 1927 magisterium. Zdał egzamin nauczycielski, do 1928 pracował w wyuczonym zawodzie w szkole w Würzburgu. Następnie w latach 1928–1946 zatrudniony w firmie Allianz-Lebensversicherungs AG, gdzie doszedł do funkcji członka zarządu. W latach 1947–1951 i 1971–1975 kierował stowarzyszeniem numizmatycznym w Bawarii. Pełnił funkcję bawarskiego komisarza ds. turystyki i szefa rady doradczej Niemieckiej Centrali Turystyki.
W 1945 należał do założycieli Unii Chrześcijańsko-Społecznej, od 1952 do 1959 był jej skarbnikiem. W 1945 należał do Zgromadzenia Konstytucyjnego Bawarii (tymczasowego landtagu), ponownie zasiadał w pełnoprawnym landtagu od 1950 do 1953. Od maja do września 1945 minister ds. poczty w bawarskim rządzie Fritza Schäffera, od stycznia 1947 do grudnia 1950 sekretarz stanu w bawarskim resorcie ds. ekonomicznych. W latach 1953–1961 członek Bundestagu, a od lutego 1958 do listopada 1961 deputowany Parlamentu Europejskiego.